# タイムちゃん
『タイムちゃん』は、FM-FUJIで毎週火曜日の21時から23時に生放送されているラジオ番組。2021年4月6日より放送開始。
パーソナリティはタイムマシーン3号と乃木坂46の矢久保美緒。22時台にはアーティストを中心としたゲストを迎えてトークを繰り広げる。

## 略歴
2021年3月まで7年間放送されていたタイムマシーン3号の『俺たちの穴！』の後継番組で、2021年4月6日からレギュラー放送開始。
2023年3月11日、山野ホールにて開催されたエフエム富士の開局35周年記念イベント『アルピータイム頭身』にタイムマシーン3号が出演。3月18日、7月16日、アリオ橋本にて公開生放送のイベントを開催。
2024年3月17日、7月13日にアリオ橋本にて公開生放送のイベントを開催。

## 出演者

### パーソナリティ
- タイムマシーン3号（山本浩司・関太）

### アシスタント
- 矢久保美緒（乃木坂46）

### 代打パーソナリティ
特に2024年以降はタイムマシーン3号が多忙のために欠席することが多く、太田プロダクションの後輩である納言などが代わりにMCを務めることがある。矢久保が欠席する場合には乃木坂46のメンバーが出演することがある。